# Jerónimo Pinelo

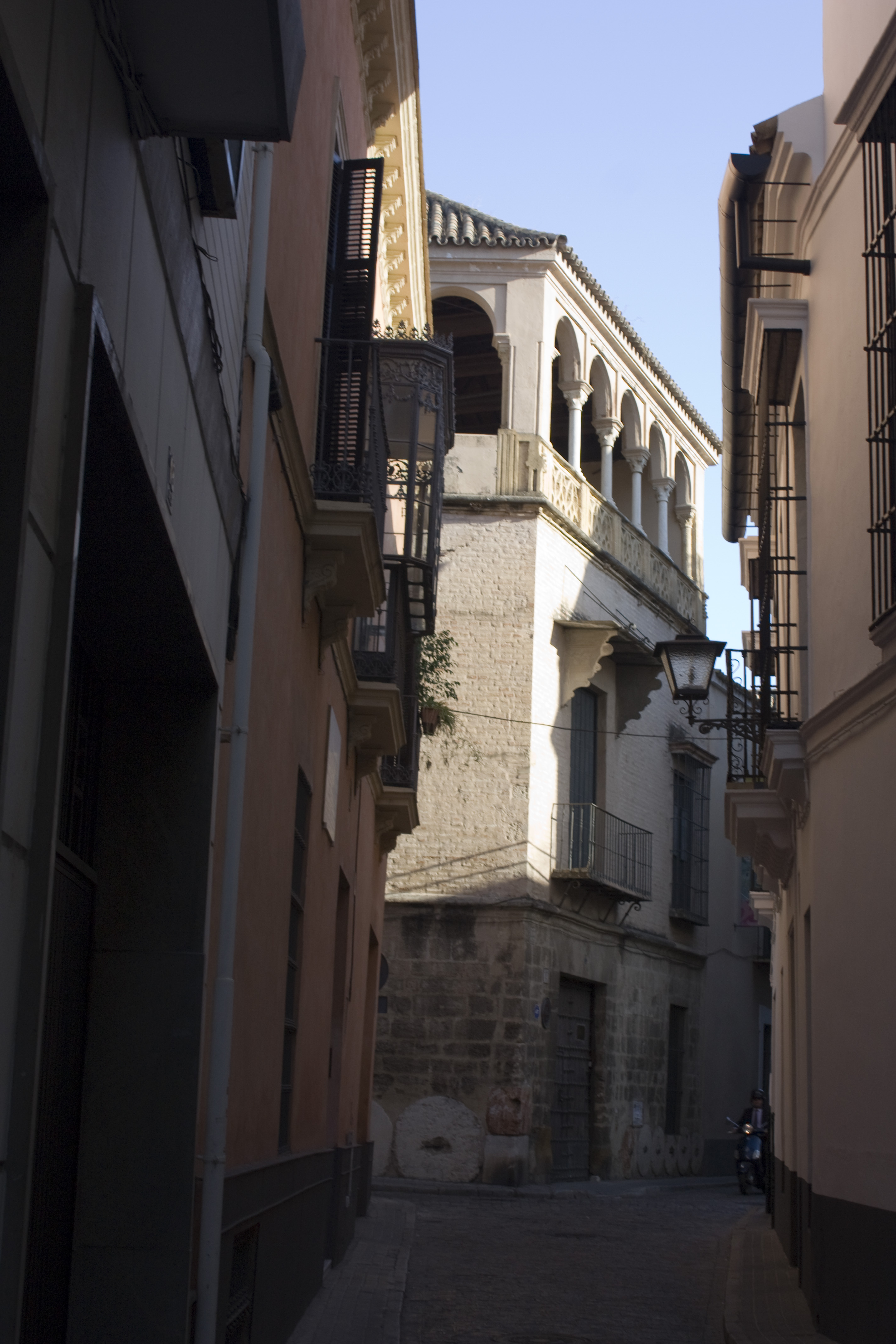
Residencia de Jerónimo Pinelo en Sevilla, conocida como Casa de los Pinelo.

Jerónimo Pinelo fue un canónigo de la Catedral de Sevilla que ejerció esta función al menos desde el 12 de abril de 1486. Fue hermano del también canónigo Pedro Pinelo, e hijo del banquero genovés y Factor de la Casa de Contratación de Indias Francisco Pinelo y de María de Torres. Ejerció el cargo de Alcalde Mayor de Cantillana, con jurisdicción sobre las villas de Villaverde del Río, Brenes, Zalamea la Real y Almonaster la Real. Fue asimismo maestrescuela desde 1491 hasta su muerte. Falleció en 1520 y se encuentra enterrado junto a sus padres en la Capilla del Pilar de la Catedral de Sevilla.
Construyó una casa-palacio de estilo renacentista en el que residió y donde se encuentra en la actualidad la Academia de las Bellas Artes y la Academia de las Buenas Letras de Sevilla. Este edificio se encuentra situado en el centro histórico de la ciudad, en la calle Abades y es conocido tradicionalmente como Casa de los Pinelo.